# Albin (Wyoming)
Albin és un poble del Comtat de Laramie a l'estat de Wyoming dels Estats Units d'Amèrica.

## Demografia
Segons el cens dels Estats Units del 2000 Albin tenia 120 habitants, 54 habitatges, i 32 famílies. La densitat de població era de 330,9 habitants/km².
Dels 54 habitatges en un 24,1% hi vivien nens de menys de 18 anys, en un 51,9% hi vivien parelles casades, en un 3,7% dones solteres, i en un 38,9% no eren unitats familiars. En el 37% dels habitatges hi vivien persones soles el 22,2% de les quals corresponia a persones de 65 anys o més que vivien soles. El nombre mitjà de persones vivint en cada habitatge era de 2,22 i el nombre mitjà de persones que vivien en cada família era de 2,91.
Per edats la població es repartia de la següent manera: un 22,5% tenia menys de 18 anys, un 7,5% entre 18 i 24, un 20% entre 25 i 44, un 27,5% de 45 a 60 i un 22,5% 65 anys o més.
L'edat mediana era de 46 anys. Per cada 100 dones de 18 o més anys hi havia 89,8 homes.
La renda mediana per habitatge era de 25.625 $ i la renda mediana per família de 38.750 $. Els homes tenien una renda mediana de 26.000 $ mentre que les dones 18.750 $. La renda per capita de la població era de 13.174 $. Entorn del 6,7% de les famílies i el 12,5% de la població estaven per davall del llindar de pobresa.

## Poblacions properes
El següent diagrama mostra les poblacions més properes.